# Dívka s amforou
Dívka s amforou je bílá mramorová skulptura v exteriéru Nosticovy zahrady, poblíž vodního kanálu Čertovka na Malé Straně v Praze.

## Popis a historie díla
Dívka s amforou je akt polonahé štíhlé dívky sedící na kameni a na pravém rameni držící amforu. Autorem díla ve stylu art deco je český pražský akademický sochař Jaroslav Horejc (1886–1983). Skulptura je umístěna na nízkém pískovcovém kvádrovém soklu. Dílo je ve správě Galerie hlavního města Prahy.
| Výška skulptury   | 168cm           |
| Šířka skulptury   | 70cm            |
| Hloubka skulptury | 60cm            |
| Rozměry soklu     | 20 × 85 × 68 cm |

První verze díla vznikla v roce 1938 a byla sádrová. Později autor vytvořil také bronzové dílo a nakonec v roce 1956 vznikla mramorová podoba díla. V roce 1980 nebo 1983 bylo dílo umístěno do Nosticovy zahrady. V roce 2002 bylo dílo zrestaurováno.

## Galerie

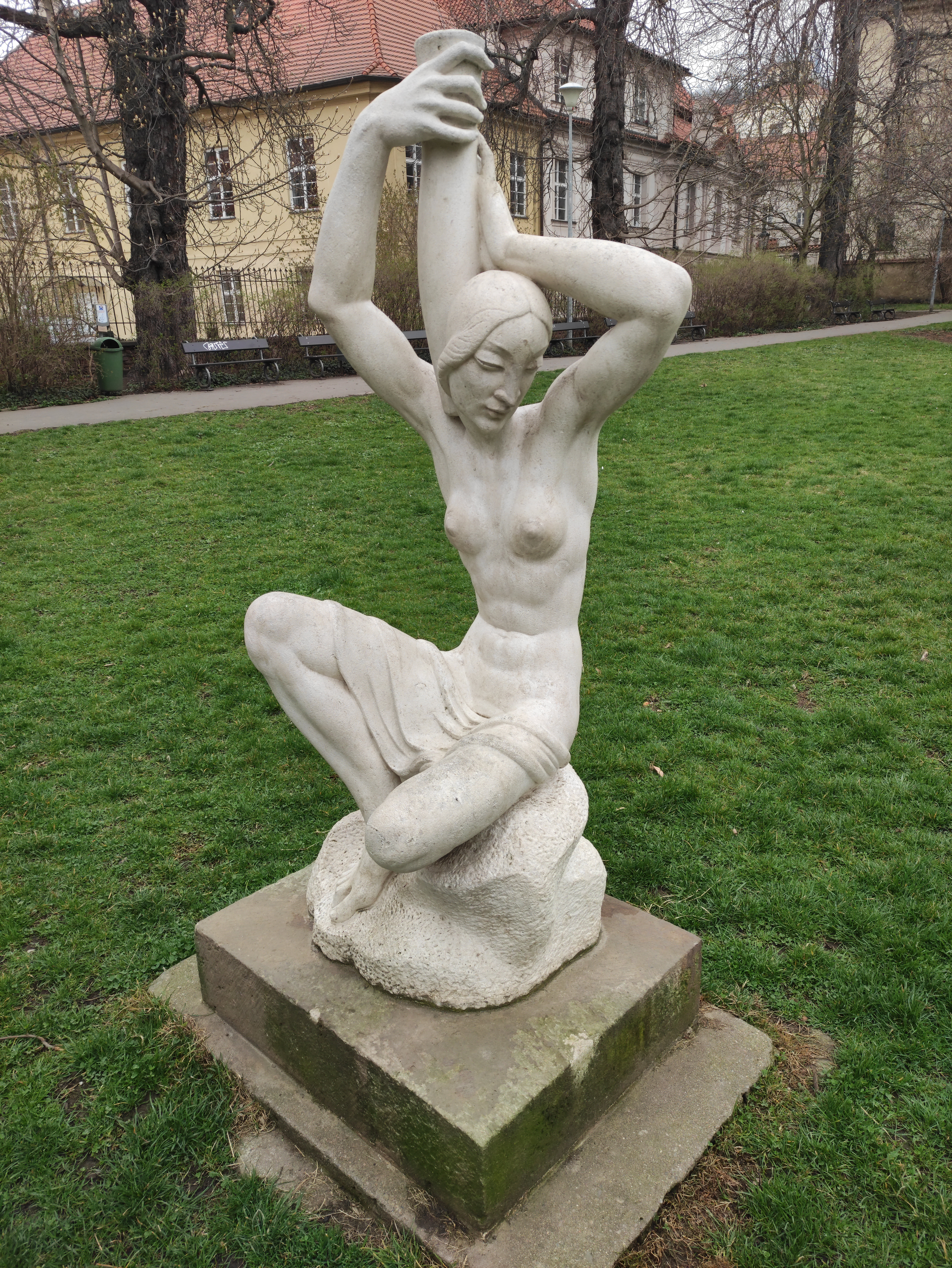
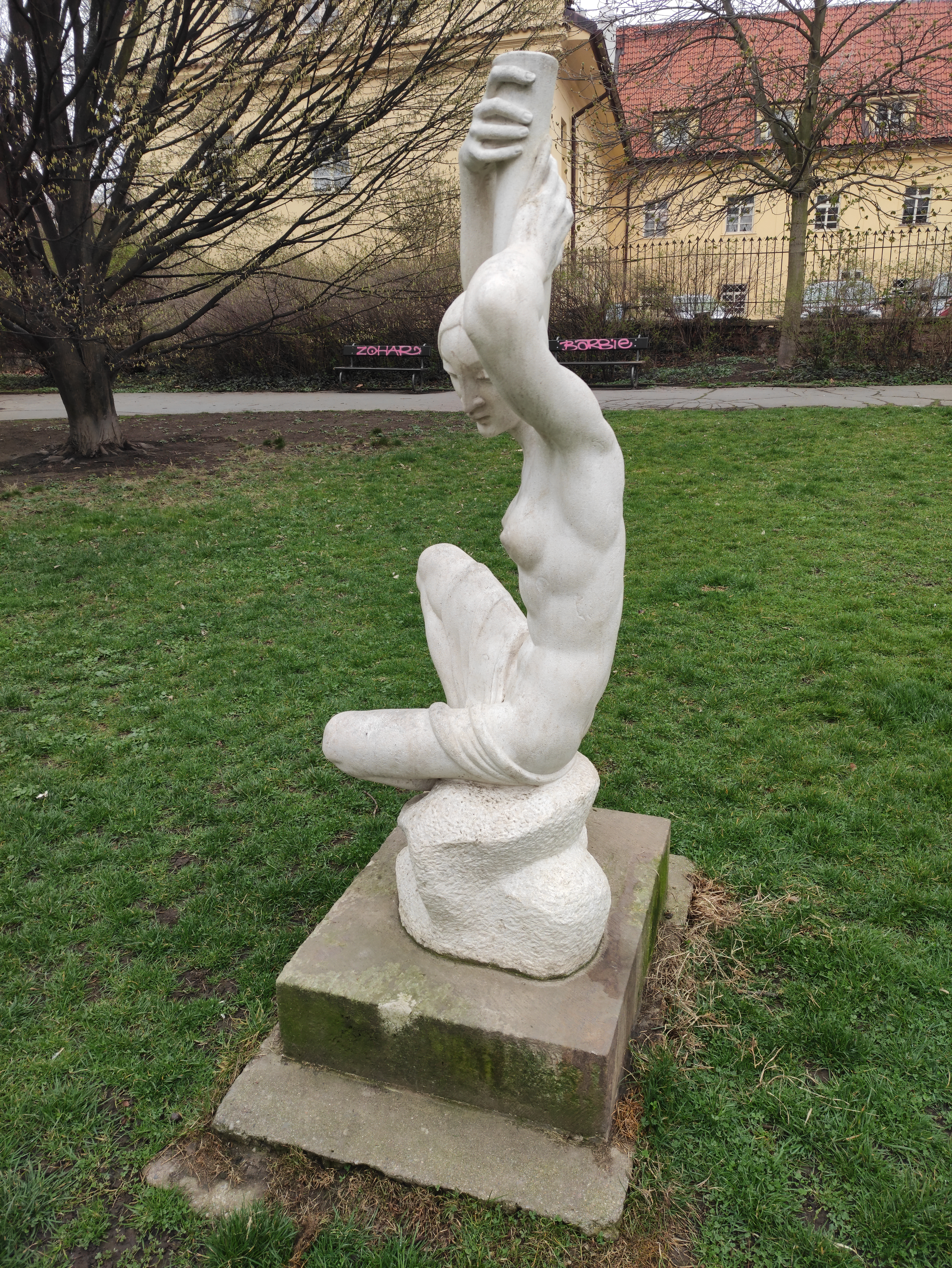
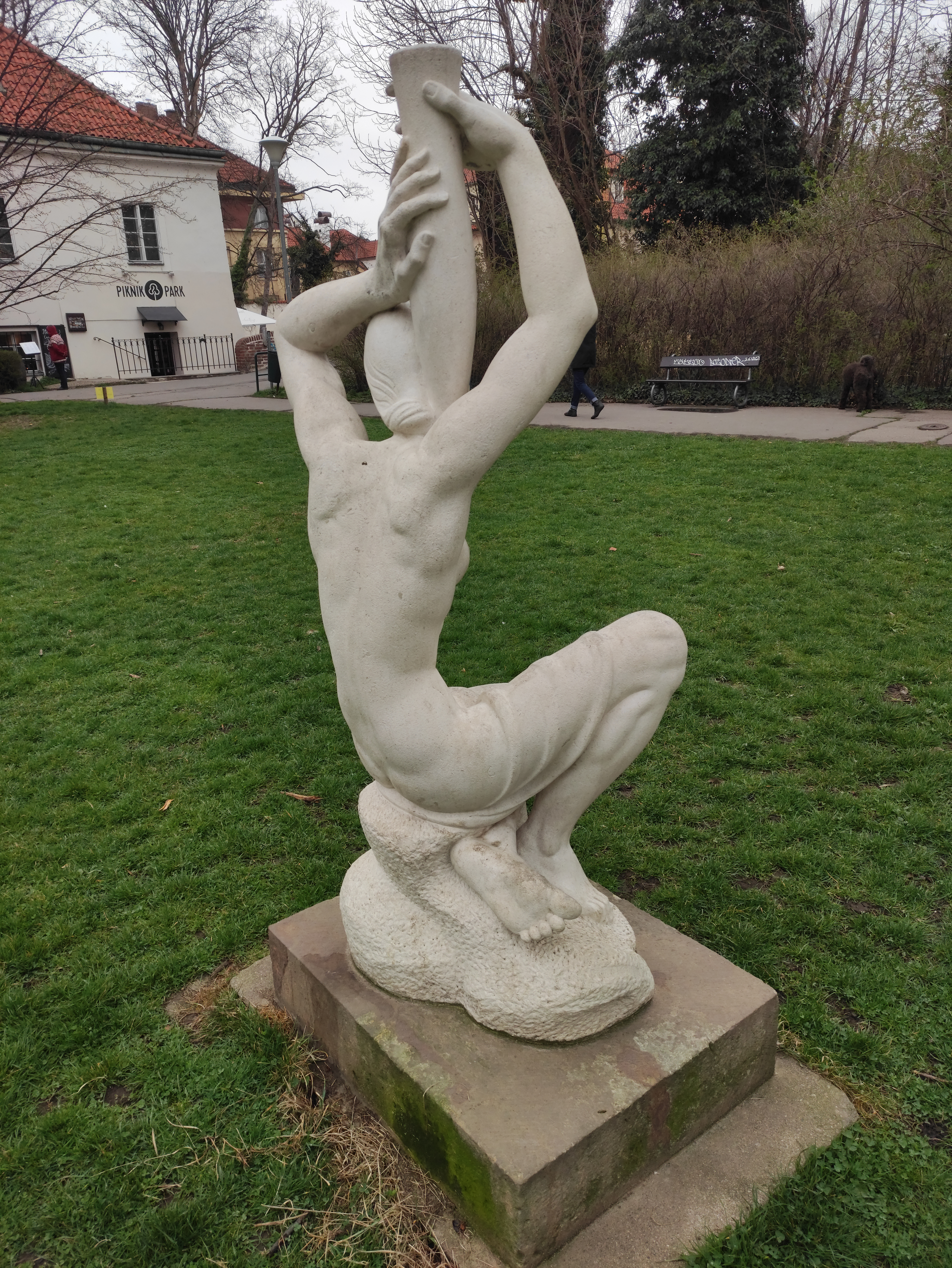
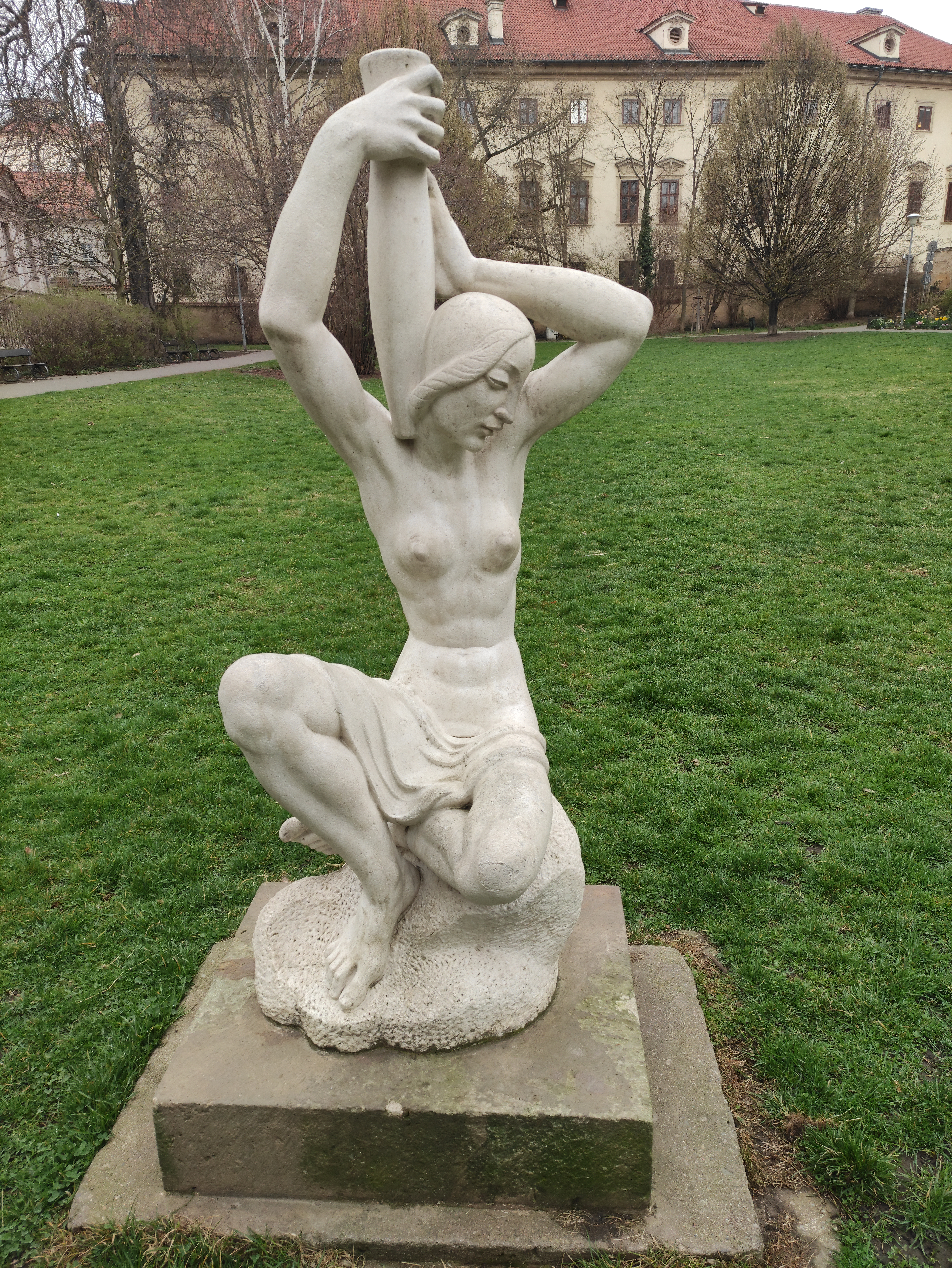